# Des os dans le désert
Des os dans le désert (Huesos en el desierto) est un ouvrage du journaliste et écrivain Sergio González Rodríguez relatant l'histoire des meurtres en série de femmes dans la ville de Ciudad Juárez, au Mexique, meurtres toujours non élucidés. Publié au Mexique en 2002, il a été traduit en français et publié aux éditions Passage du nord/ouest en août 2007.
Depuis 1993, près de 500 femmes ont été assassinées à Ciudad Juárez. Elles ont le plus souvent été violées et torturées avant d'être mises à mort. Plusieurs centaines d'autres femmes sont portées disparues. Selon Rodríguez, les autorités minimisent les faits, bâclent les enquêtes et indiquent contre toute évidence que les crimes ont cessé et que leurs auteurs ont pour la plupart été appréhendés.
Rodríguez dénonce notamment les collusions entre les trafiquants de drogues et les autorités de l'État, la protection accordée par la police à certains des principaux suspects, la culpabilisation des victimes et de leurs familles, le tout sur fond de misogynie endémique dans une région frontalière surpeuplée, en proie à la pauvreté et à la violence. Plusieurs fois menacé de mort, il a échappé à une tentative d'assassinat en juin 1999.
Dans une postface rédigée en 2007, Rodríguez rapporte les campagnes d'intimidation du gouvernement dont sont victimes les journalistes qui mènent des enquêtes indépendantes sur ces crimes : « Pour ne citer que mon cas, écrit-il, je suis sous surveillance dès que je prends rendez-vous avec quelqu'un par téléphone. Les fonctionnaires chargés de ce genre d'écoutes sont appelés "moniteurs" ou "oreilles". Ils travaillent pour le ministère de l'Intérieur ou le Centre de recherche et de sécurité nationale. Parfois, je constate aussi la présence de gens bizarres installés dans des véhicules, près de chez moi. Ils cherchent à intercepter mes conversations téléphoniques, mon courrier postal ou électronique. »
« 
Au fil des ans, on m'a souvent demandé si j'avais peur de poursuivre cette enquête à cause de tous les dangers qu'elle impliquait. À cette question, j'apporte toujours la même réponse car je n'en ai pas d'autres : le courage dont les victimes ont fait preuve lorsqu'elles ont affronté jusqu'au dernier moment l'indignité de leur mort doit à jamais nous délivrer de la peur.
 »